# برده‌سفید (مریوان)

## معرفی روستا
برده‌سفید (مریوان) (به کوردی؛ بردی‌سپی)، روستایی از توابع بخش مرکزی شهرستان مریوان در استان کردستان ایران است. این روستا در 33 کیلومتری شهر مریوان و در مسیر جاده اصلی مریوان-سنندج واقع شده است. راه فرعی منتهی به روستا از کنار تونل باغان می‌گذرد.

## جمعیت
این روستا در دهستان کوماسی قرار دارد و براساس سرشماری مرکز آمار ایران در سال 1395، جمعیت آن 181نفر (65خانوار) بوده‌است.

## گردشگری

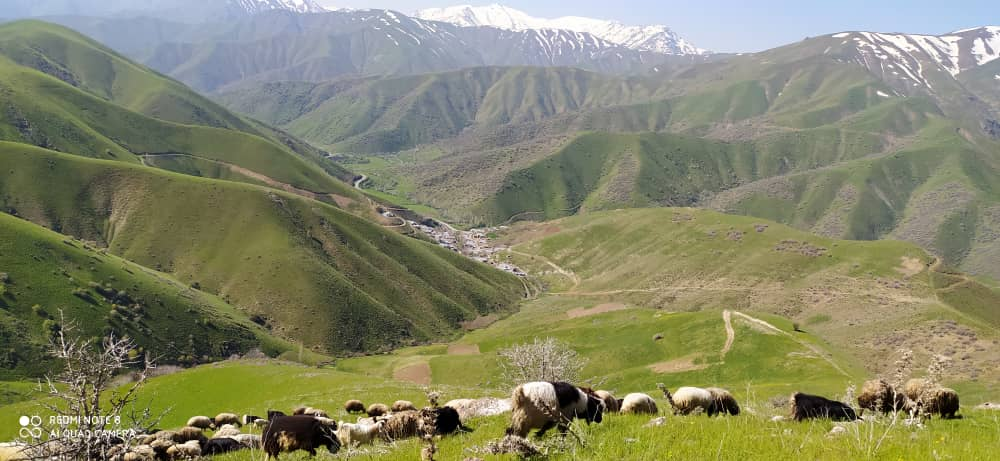
فصل بهار-روستای برده‌سفید

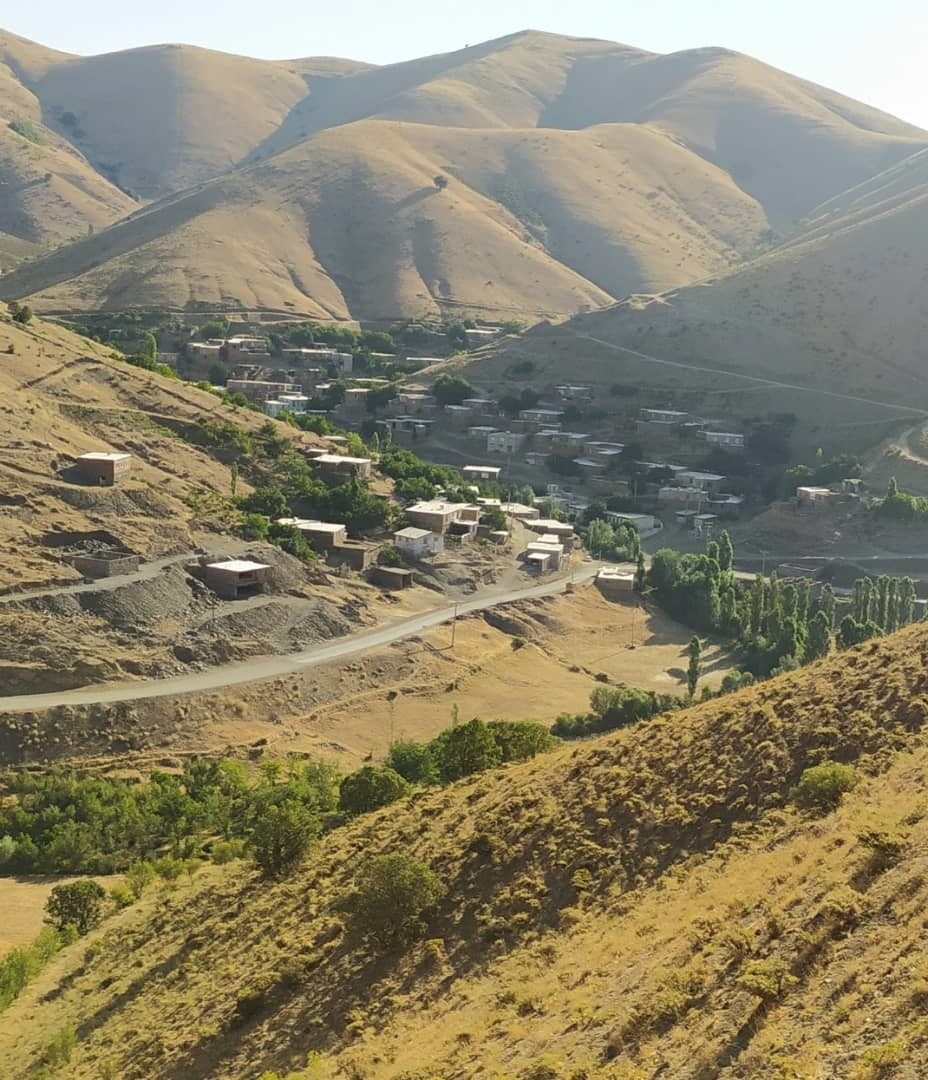
فصل تابستان-روستای برده‌سفید

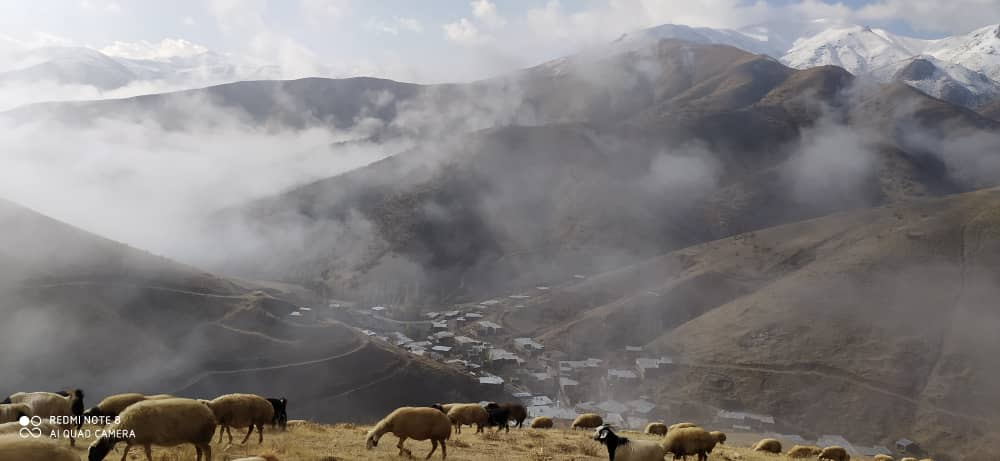
فصل پاییز-روستای برده‌سفید

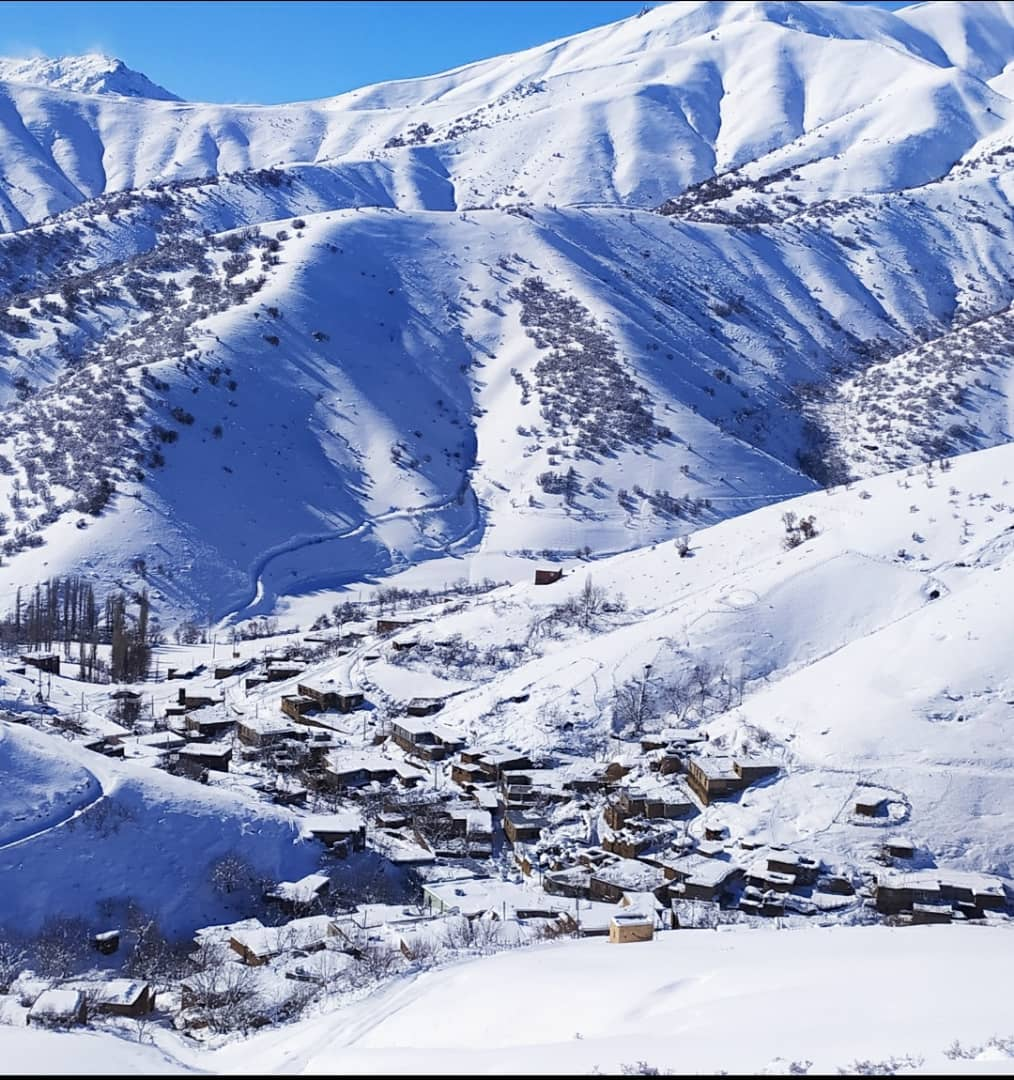
فصل زمستان-روستای برده‌سفید

روستای برده‌سفید به دلیل آب و هوای مطبوع و طبیعت سرسبزی که دارد، هر بیننده‌ای را به خود جذب می‌کند. اطراف روستا پوشیده از جنگل‌های سرسبز، کوهستان‌های مرتفع، چشمه‌ها و جاذبه‌های طبیعی بسیاری است که به منطقه زیبایی مثال زدنی بخشیده است. از جمله دیدنی‌های این روستا می‌توان به قله سێ‌کوچکان و دشت ناوتاق اشاره کرد.

## نیروی انسانی
این روستای با تمام محرومیت‌ها و محدودیت‌ها همواره در سطح شهرستان مریوان به لحاظ فرهنگی، علمی و ورزشی زبانزد عام و خاص بوده است. روستای برده‌سفید افراد با سطح تحصیلات عالی زیادی را؛ از پزشک گرفته تا شاعر، معلم و... تحویل جامعه داده است. احمد بگ کوماسی (به کوردی: ئەحمەد بەگی کۆماسی) معروف به خالوی کوماسی (به کوردی: خاڵۆی کۆماسی) شاعر کرد سده نوزدهم میلادی یکی از این افراد است که متولد روستای برده‌سفید است.